# Терещук Володимир Михайлович
Володимир Михайлович Терещук (1 червня 1944, с. Семиківці, нині Україна — 13 березня 2005, м. Чортків, Україна) — український музикант, учитель, релігійний діяч. Медаль А. Макаренка (1990), нагороди від Патріарха Константинопольського і Папи Римського. Відмінник народної освіти УРСР (1977) та освіти України.

## Життєпис
Закінчив Чортківське педагогічне училище (1964), Рівненський педагогічний інститут (1971), Чернівецький університет (1987). Працював учителем музики Чортківської загальноосвітньої школи № 1 (1963—1966), викладачем (1966–85), завідувачем відділом (1983—1985), заступником директора (1985—1997) Чортківського педагогічного училища, ректором Чортківської дяківсько-реґентної школи (1992–2005).
Автор духовних творів хорових аранжувань.